# Pere Joan Cererols i Fornells
Joan Cererols i Fornells, amb nom de baptisme Pere, (Martorell, 9 de setembre del 1618 - Montserrat, 27 d'agost del 1680), conegut com a Joan Cererols, va ser un compositor català, músic i monjo benedictí. Fou l'autèntic patriarca de la moderna música montserratina, destacà no sols com a compositor sinó també com a notable instrumentista (orgue, arpa, arxillaüt).

## Biografia
Aprengué música en el seu pas per l'Escolania de Montserrat amb el pare Joan Marc. Entrà en el noviciat el 1636, i es formà en humanitats i teologia moral. Després de passar un temps en el monestir benedictí de Montserrat de Madrid (1648), que aprofità per conèixer nous corrents musicals, refusà de ser abat de Montserrat, fet que indica el seu ascendent en la comunitat, i durant algun temps fou sagristà major del santuari i començà a decorar el cambril de la Mare de Déu. Més endavant tornà a l'Abadia de Montserrat, on va ser nomenat mestre de capella, tasca que desenvolupà al llarg de 30 anys, exercí de sagristà major i impulsà la decoració del cambril de la Mare de Déu. El 1658, en morir Marc, esdevingué director de l'escolania, càrrec que mantingué fins al seu traspàs el 1680. Va ser mestre dels escolans durant més de trenta anys, fet que li comportà tenir molts deixebles tant a Catalunya com arreu de la península que varen ser mestres de capella o organistes, els quals continuaren i impulsaren la seva obra. A més, escrigué diversos llibres amb finalitats didàctiques.
A més de l'orgue i el clavicèmbal, tocava diversos instruments de corda: l'arpa, l'arxillaüt, el violó i la trompa marina. Fou autor d'una notable producció de música religiosa polifònica, clarament emmarcada en els corrents del Barroc hispànic. Va deixar una llarga llista d'obres de polifonia religiosa. Compongué tant en llatí com en llengua vulgar castellana: oratoris, misses, vespres, completes, antífones, lamentacions, lletanies i motets, per a un o més cors. Escrigué en estil contrapuntístic pur amb independència de les veus, en estil homofònic o en una combinació d'un i altre. La major part de la seva obra es va perdre el 1811, a l'incendi del monestir durant la Guerra del Francès; el que es conservà, ha estat publicat modernament (1930-1932) per l'Abadia de Montserrat a la col·lecció Mestres de L'Escolania de Montserrat, en edició de David Pujol.
Com altres compositors del barroc contemporanis, Cererols emprava un estil ben diferenciat quan escrivia en llatí per a la litúrgia o quan ho feia en vulgar: en el primer cas l'estil era sever, gairebé escolàstic; en el segon cas feia concessions a la melodia popular i a la llibertat, d'acord amb la temàtica del villancet. Aquestes obres, conservades en còpies d'època en diferents arxius musicals de Catalunya, demostren l'estima en què era tinguda la seva música. A la biblioteca de Montserrat se'n conserva un foli amb la dedicatòria a la Mare de Déu que l'havia acollit de petit a l'escolania i li havia inspirat el seu talent musical.
Cererols fou el primer en usar un tema en el villancet Ay, qué dolor que apareix successivament en diferents autors hispànics contemporanis i posteriors. La música de Cererols té paral·lelismes i similituds amb compositors polifònics castellans de l'alçada de Tomás Luis de Victoria i afinitats amb compositors italians de l'escola romana, i usa ja la forma en què el cantus recolza sobre un baix instrument que s'alterna amb els cors. I destacà en la tècnica del doble cor. És considerat un dels grans músics de l'escola montserratina.

## Obra
(segons l'estructura de l'Obra completa)
- Asperges me
- Missa, a 8 veus
- Missa primero tono
- Missa 4or vocum. 2s tonus
- Missa 3º tono
- Missa a 5 vozes. 4º tono
- Missa a 5 vozes [5è to]
- Missa de Batalla
- Missa pro defunctis a 4 veus
- Missa pro defunctis a 7 veus
- Hodie nobis, Magnificat, Completes, Salve Regina a 8 veus amb ecos, Alma redemptoris, Lletanies al Santíssim, Missa de cinquè to, Adoro te devote, Visus, tactus, gustus, In cruce latebat, Plagas sicut Thomas, O memoriale, Pie pellicane, Tèrcia dels diumenges, Miserere, Completes, Dies iræ, Dan, dan, dan: Silencio

### Vespres
Dixit Dominus, Confitebor, Beatus vir, Laudate pueri, Lætatus, Nisi Dominus, Credidi, Ave maris stella, Magnificat

### Completes
Cum invocarem, Qui habitat, Ecce nunc, Te lucis ante terminum, In te Domini speravi, Nunc dimitis, Alma redemptoris mater, Ave Regina cœlorum, Regina cæli

### Villancets
- Al amor que viene a sembrar el pan
- Albricias pido, señores
- Vuelve a la playa, barquero
- Segura vais, labradora
- Díganme que cielos lloran
- Sin pasión no hay afición
- Alarma! toca el amor
- Son tus bellos ojos soles
- A recoger sagrados desperdicios
- Vivo yo, mas ya no vivo
- Si suspiros te pido
- Pues pára en la sepultura
- Señor mío Jesucristo
- ¡Mi Dios!
- Ya està en campaña de vidro
- ¡Ay, qué dolor!
- Serafín que con dulce harmonía
- Fuera que va de invención
- Galanes, a ver, jugar
- Bate, bate las alas
- Ay, ay, ay! que me muero
- Alarma, alarma! que sale
- A la flor de la valentía
- ¡Aquí del sol!
- Ah! grumete ligero
- Al altar cortesanos discretos
- Aunque preso me tengan aquí
- Serrana, tú que en los valles
- Señor bravo no haga fieros
- Suspended, cielos, vuestro dulce canto
- A Belén, zagales
- Venid, zagales, venid
- Soles, penas y cenas
- Vuela, paloma divina